# Fernando de Noronha (archipel)
Pour les articles homonymes, voir Fernando de Noronha.
Fernando de Noronha est un archipel brésilien situé dans l’océan Atlantique, au large de Natal, inscrit au patrimoine mondial de l'UNESCO depuis 2001. L'île principale de l'archipel est Fernando de Noronha.

## Administration
Cet ancien territoire fédéral a été incorporé à l'État du Pernambouc en 1988. L'île et les îlots ne forment pas une municipalité comme les autres villes du Brésil, mais un district (distrito estadual) de l'État du Pernambouc.
Un administrateur général assure la gestion. Il est nommé par le gouverneur après approbation par l'assemblée législative de l'État.

## Géographie

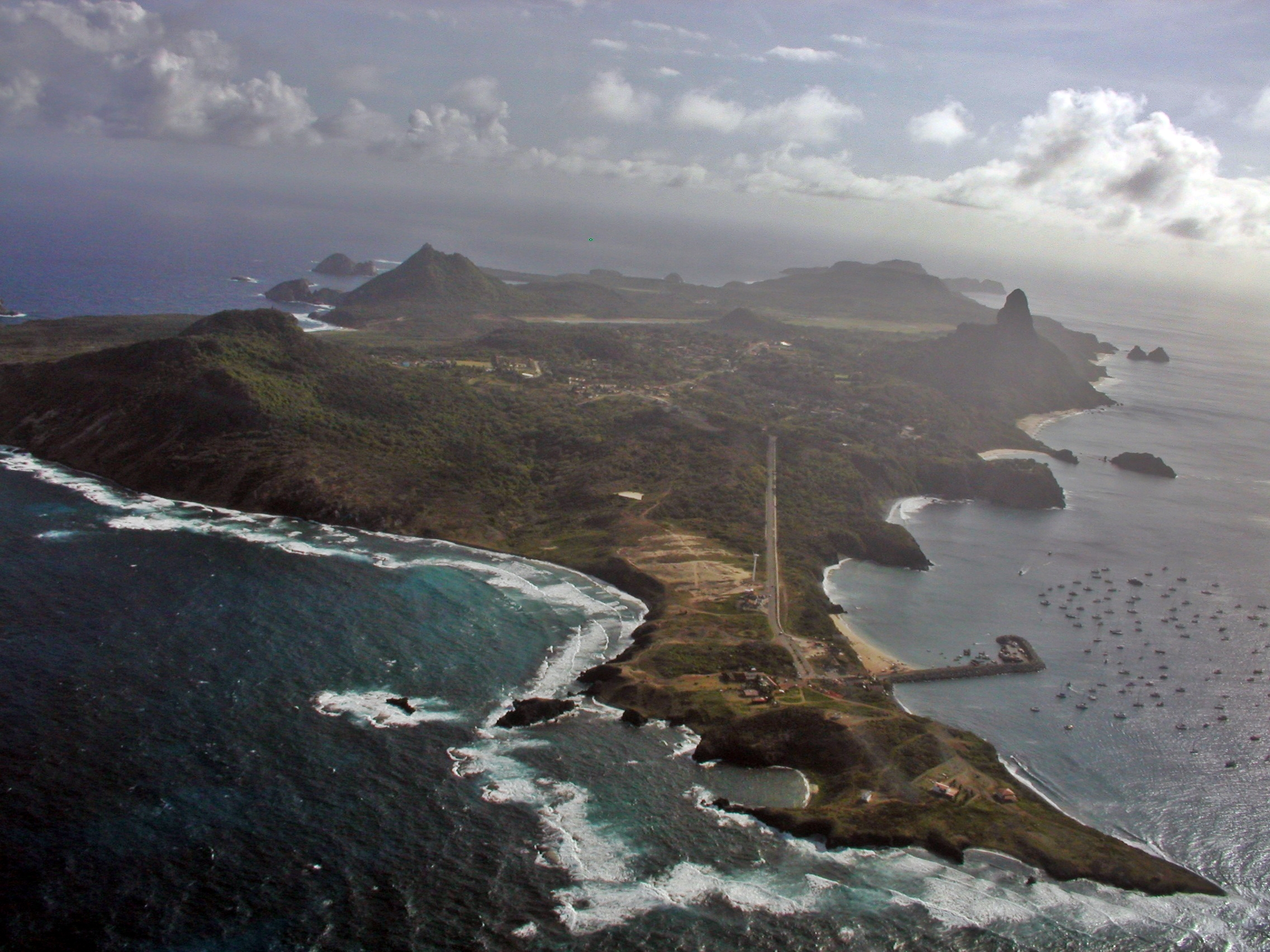
L'île principale.

Les sommets émergents de la dorsale sous-marine de l’Atlantique Sud forment l’archipel de Fernando de Noronha et l’atoll das Rocas, au large des côtes brésiliennes. Ils représentent une grande partie de la superficie insulaire de l’Atlantique Sud.
L'archipel est situé à 369 km de Natal, 533 km de Recife et 667 km de Fortaleza. Il s'agit d'un atoll surélevé. Il est composé de 21 îles, îlots et rochers de nature volcanique, l'île principale a une superficie de 18,4 km2, dont l'axe le plus long est d'environ 10 km, la largeur maximale de 3,5 km et le périmètre de 60 km. Les principales autres îles sont : l'île du Rat, l'île du Milieu, l'île Sela Gineta, l'île São Jose, l'île Rase, l'île Chevelue... La base de cette immense formation volcanique est à plus de 4 000 mètres de profondeur.

Carte de l'archipel.

Sa population était de 3 140 habitants au recensement de 2021. Les îles s'étendent sur 26 km2 dont 17 km2 pour l'île principale. En 2017, la seule île  habitée comptait 4 350 habitants, principalement à Vila dos Remedios (es).
Le climat est tropical avec une pluviométrie annuelle de 1 300 mm. La température moyenne est de 25,4 °C. L'humidité relative moyenne est de 81 %.

## Histoire
L'archipel aurait été découvert en 1500 par le navigateur portugais Gaspar de Lemos, commandant d'un des navires de la flotte de Pedro Álvares Cabral dans l'expédition qui découvrit le Brésil.
D'autres historiens pensent que c'est l'expédition de Gonçalo Coelho, financée par Fernão de Noronha, qui découvrit l'île le 24 juillet 1503. Il obtient une concession de la part de la Couronne portugaise pour exploiter les ressources naturelles du Brésil pendant 3 ans et, en 1503, un contrat d'exploitation du pernambouc, un bois de valeur, utilisé en teinturerie. Ses associés et lui-même financent l'expédition de Gonçalo Coelho en 1503 qui découvre, une île au large du Brésil, baptisée São João da Quaresma. En 1506, Noronha et ses associés ont déjà importé plus de 20 000 quintaux de pernambouc, vendus à Lisbonne avec un bénéfice de 400 % à 500 %. Le roi Manuel Ier lui confie, en 1504, la première capitainerie du littoral du Brésil, São João da Quaresma, rebaptisée plus tard, ainsi que l'archipel, Fernando de Noronha en son honneur.
C'est à l'Italien Amerigo Vespucci, membre de cette expédition, que l'on doit la première description de l'archipel.
Lorsque le capucin Claude d'Abbeville visite l'archipel en 1612, alors que Daniel de La Touche, seigneur de la Ravardière, et François de Razilly se rendent au Brésil pour y fonder une colonie, l'endroit semble inhabité, mais il y trouve cependant quelques Amérindiens et un Portugais.
Dans son Histoire de la mission des pères capucins en l'Isle de Maragnan et terres circonvoisines publiée en 1614, Claude d'Abbeville ne tarit pas d'éloges sur la nature de l'archipel qu'il appelle Fernand de la Rongne.

Le drapeau de Fernando de Noronha.

Abandonné, il est occupé par les Hollandais au XVIIe siècle, puis, au siècle suivant par les Français qui l'ont renommé Île Delphine. L'archipel reste inscrit dans le domaine colonial français de 1705 à 1737.
En 1737, repris par les Portugais en raison de sa situation stratégique, l'archipel reprend sa désignation originelle et est rattaché à la capitainerie de Pernambouc.
Un fort y est construit, dont de nombreux vestiges sont encore visibles aujourd'hui.
L'archipel attire de nombreux scientifiques, dont Charles Darwin qui y effectue une visite en février 1832.
En 1938, il est cédé à l'União (le pouvoir fédéral), qui y construit une prison pour les détenus politiques. Lors de la Seconde Guerre mondiale, il est transformé en territoire fédéral militaire et une base militaire y est installée en collaboration avec la marine des États-Unis.
L'archipel est administré de 1942 à 1988 par les militaires.

## Géographie

### Biodiversité
Le Programme des Nations Unies pour l'environnement (PNUE) répertorie 15 espèces végétales endémiques possibles de l'archipel, dont des espèces des genres Capparis noronhae (deux espèces), Ceratosanthes noronhae (trois espèces), Cayaponia noronhae (deux espèces), Moriordica noronhae, Cereus noronhae, Palicourea noronhae, Guettarda noronhae, Bumelia noronhae, Physalis noronhae et Ficus noronhae.

## Préservation de l'environnement
L'archipel est un exemple de préservation de l'environnement ; il possède le statut de parc naturel. Il est aussi sur la liste du patrimoine mondial de l'UNESCO. Les visites sont contrôlées et limitées. Une « taxe de préservation » est ainsi prélevée pour les touristes souhaitant se rendre dans l'archipel, allant d'un montant de 30 R$ (environ 10 €) pour un jour à 2 497 R$ (environ 833 euros) pour un mois. Le recyclage, les contrôles des baignades et des promenades y sont importants. La faune et la flore y sont très protégées.
Les eaux environnantes constituent des lieux de reproduction et de subsistance pour les thons, requins, tortues et mammifères marins. La baie de Golfinhos accueille une population exceptionnelle de dauphins à long bec. Les îles abritent la plus grande concentration d’oiseaux marins tropicaux de l’océan Atlantique Ouest.

## Concessions pétrolières
L’État brésilien a vendu aux enchères des concessions pétrolières dans le secteur de l'archipel de Fernando de Noronha le 13 décembre 2023.

## Infrastructures
L'archipel possède :
- une usine thermoélectrique de 1 880 kVA pour la production électrique à laquelle s'ajoutent deux éoliennes de 90 kVA et une centrale solaire ;
- une usine de traitement de déchets d'une capacité de 40 tonnes par mois ;
- un port, Santo Antônio ;
- un aérodrome doté d'une piste de 1 800 m ;
- la route nationale la plus petite du Brésil soit 7,9 km, la BR 363 ;
- un système de transmission de radio et télévision nationale et locale ;
- une école maternelle et un centre d'éducation infantile ;
- un hôpital sans maternité, les femmes enceintes doivent se rendre sur le continent pour accoucher[10] ;
- une usine de dessalement.

L'archipel de Fernando de Noronha s'adresse à une clientèle touristique aisée, l'ile principale est très isolée du reste du Brésil, et tous les biens, dont l'essentiel de la nourriture, sont importés du continent, ce qui entraîne une hausse des prix d’au moins 50 % en comparaison du prix auquel ils sont vendus sur le continent. Les hôtels sont très chers, et l'accès aux sites naturels est payant.